# سرطانة خلية مركل
سرطان خلايا ميركل (بالإنجليزية: Merkel-cell carcinoma)‏ هو نوع من سرطان الجلد وهو نادر وشديدة العدوانية، والذي، في معظم الحالات، يكون سببه فيروس خلية ميركل التورامي الذي اكتشفه العلماء في جامعة بيتسبرغ في عام 2008. كما يعرف أيضا باسم ورم جهاز الغدد الصماء وسرطان الغدد الصم العصبية الأولية من الجلد، وسرطان الخلايا الصغيرة الأساسي من الجلد، وتربيقية سرطان الجلد.
سبب ما يقرب من 80٪ من سرطان خلايا ميركل هو فيروس خلية ميركل التورامي. تم دمج الفيروس متطابق بسلالة إلى خلايا سرطانية ميركل. وبالإضافة إلى ذلك، فإن الفيروس لديه طفرة معينة تظهر فقط في خلايا المصابة السرطان، لكن لم يتم ايجاده في خلايا الجلد صحي. دليل مباشر على نمو الورم يأتي من البحوث التي تبين أن تثبيط إنتاج بروتينات فيروس خلية ميركل التورامي يسبب موت خلايا فيروس خلية ميركل التورامي المصابة ولكن ليس له تأثير على المرضى المصابين بسرطان خلية ميركل عن طريق الفيروس. تظهر أورام فيروس خلية ميركل التورامي غير المصابة، التي تشكل حوالي 20٪ من سرطان خلايا ميركل، على شكل منفصل والسبب غير معروف حتى الآن. لم يتم تأكيد كون أي من السرطانات الأخرى سبب هذا الفيروس. البحوث المناعية هي وسيلة واعدة لعلاج سرطان خلايا ميركل بشكل إيجابي بسبب المنشأ فيروسي لهذا السرطان. يعتبر هذا النوع من السرطان شكلا من أشكال ورم الغدد الصم العصبية. بينما المرضى الذين يعانون من ورم صغير (أقل من 2 سم) ولم يصل بعد إلى الغدد الليمفاوية لديهم معدل بقاء على قيد الحياة لمدة 5 سنوات أكثر من 80 في المئة، وبمجرد أن انتشار السرطان في الغدد الليمفاوية، تنخفض النسبة إلى نحو 50 في المئة. ما يصل إلى نصف المرضى الذين تم علاجهم على ما يبدو بنجاح (أي التي تظهر في البداية خالية من السرطان) ولكنهم عانوا بعد ذلك من تكرار المرض. المراجعات الأخيرة تشهد على معدل إجمالي للبقاء على قيد الحياة لمدة 5 سنوات من حوالي 60٪ لجميع أنواع سرطان خلايا ميركل.
يحدث سرطان خلايا ميركل في معظم الأحيان في الأجزاء المعرضة للشمس الوجه والرأس، والرقبة.

## العلامات والأعراض

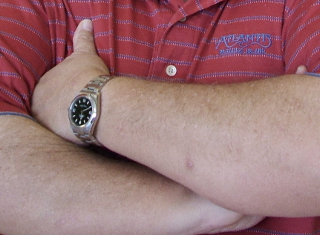
البقعة الصغيرة على الذراع الأيسر هي سرطان خلايا ميركل

سرطان خلايا ميركل يظهر عادة كشيء صلب، غير مؤلم، عقيدات (تصل إلى قطر 2 سم) أو كتلة (قطرها أقل من 2 سم). تختلف هذه الأورام ذات الألوان، الأحمر، أو الأزرق عادة في حجمها من 0.5 سم (أقل من ربع بوصة) إلى أكثر من 5 سم (2 بوصة) في قطر، وعادة تتضخم بسرعة. على الرغم من أن سرطان خلايا ميركل قد ينشأ في أي مكان تقريبا على الجسم، ينشأ نحو نصفه على المناطق المعرضة للشمس من الرأس والرقبة، وثلث على الساقين، وحوالي سدس على الذراعين. في حوالي 12٪ من الحالات، لا يمكن تحديد موقعه تشريحيا أوعضويا («الموقع الأساسي»).
سرطان خلايا ميركل يميل للانتشار محليا، اختراق نسيج الدهون الكامن أسفل الجلد، مَجموعة مِن النَسيج الضام، والعضلات، وعادة تنتشر الخلايا السرطانية في التاريخ الطبيعي في وقت مبكر، في معظم الأحيان إلى الغدد الليمفاوية الإقليمية. ينتشر سرطان خلايا ميركل بقوة من خلال الأوعية الدموية، وخاصة في الكبد والرئة والدماغ، والعظام.

## الأسباب

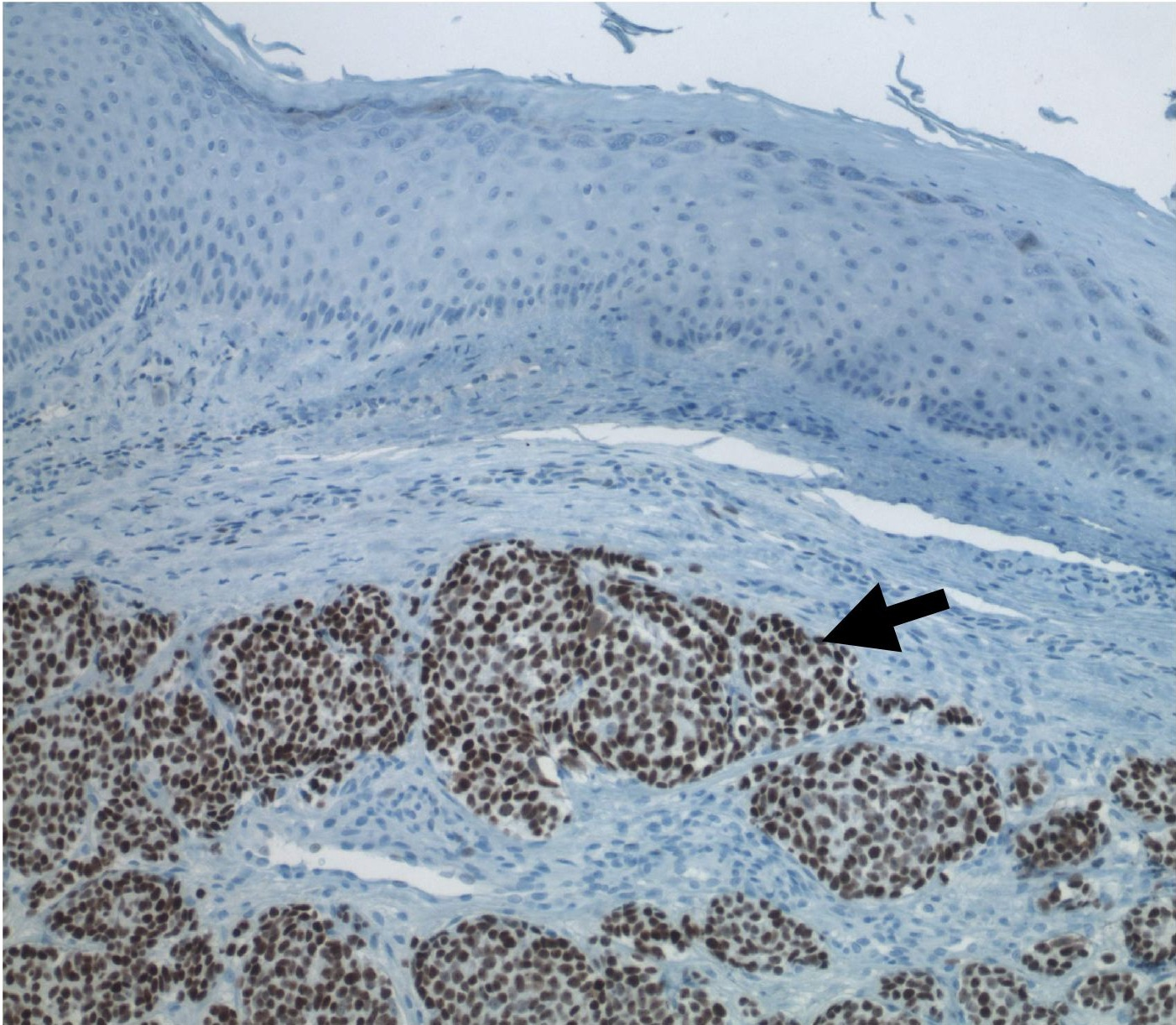
سرطان خلايا ميركل (السهم) اخترق أنسجة الجلد، (الجزء البني اللون) سرطان خلايا ميركل الفيروسي متضخم الخلية بالبروتين (ت) واسع. ما يقرب من 80٪ من مرضى سرطان خلايا ميركل مصابين بفيروس خلية ميركل التورامي

يساهم فيروس اكتشف حديثا يطلق عليه فيروس خلية ميركل التورامي بشكل مرجح في تطوير غالبية سرطان خلايا ميركل. ما يقرب من 80٪ من سرطان خلايا ميركل وهذا الفيروس متكاملين في نمط وحيد النسل،  مشيرة إلى أن العدوى كانت موجودة في الخلية قبل أن تصبح سرطانية. لا يصاب 20٪ على الأقل من مرضى خلايا ميركل بفيروس خلية ميركل التورامي، مما يوحي بأن سرطان خلايا ميركل قد يكون له أسباب أخرى أيضا. ومن غير المعروف ما إذا كانت هذه الطفرات معينة ناتجة عن التعرض للشمس. يحدث سرطان خلايا ميركل أيضا بشكل متكرر أكثر في المرضى الذين يعانون كبت المناعة، مثل مرضى زراعة الأعضاء، مرضى الإيدز، وكبار السن، مما يشير إلى أن بدء وتطور هذا المرض هو منظم من قبل الجهاز المناعي.
من المعروف أن فيروس تورامي أن تكون مسبب للسرطان في الحيوانات منذ الخمسينيات،  ولكن فيروس خلية ميركل التورامي هو الفيروس التورامي الأول الذي يشتبه فيه بقوة أنه يسبب الأورام في البشر. مثل فيروسات الورم أخرى، فإن معظم الناس الذين يصابون بفيروس خلية ميركل التورامي ربما لا يتطور سرطان خلايا ميركل. غير معروف حاليا ما هي الخطوات أو العوامل المشتركة الأخر المطلوبة من أجل نمو الخلايا السرطانية في سرطان خلايا ميركل. التعرض للأشعة فوق البنفسجية، والذي تم العثور عليه في ضوء الشمس الطبيعي، وفي ضوء الاصطناعي الناتجة عن دباغة سرير، وربما يساهم في تطور سرطان خلايا ميركل في نسبة عالية من الحالات. يمكن أيضا أن يحدث سرطان خلايا ميركل جنبا إلى جنب مع غيره من السرطانات المرتبطة بتعرض الجلد للشمس إذا لم يكن المرضى مصابين فيروس خلية ميركل التورامي (سرطان الخلية القاعدية، سرطان الخلية الحرشفية، سرطان الخلايا الصبغية). ومن المثير للاهتمام أن معظم فيروسات فيروس خلية ميركل التورامي الذي تم الحصول عليها حتى الآن من الأورام لديهم طفرات محددة من شأنها أن تجعل الفيروس غير معدي.
بينما الإصابة بفيروس خلية ميركل التورامي شائع في البشر،  مرضى سرطان خلايا ميركل الذين تحتوي أورامهم على فيروس خلية ميركل التورامي لديهم مستويات الأجسام المضادة ضد الفيروس أعلى من المصابين بالمثل البالغين الأصحاء. وتشير دراسة أجريت مؤخرا على عدد كبير من المرضى من فنلندا أن الأفراد المصابين بفيروس خلية ميركل التورامي- وسرطان خلايا ميركل لديهم فرصة أفضل من المرضى المصابين بسرطان خلايا ميركل دون الإصابة فيروس خلية ميركل التورامي. حين يكون فيروس خلية ميركل التورامي إيجابي قد يكون سرطان خلايا ميركل أقل عدوانية، قد تكون نتائج الدراسة المذكورة أعلاه مختلفة بشكل كبير بسبب عوامل خارجية أخرى، بما في ذلك مرحلة الورم في وقت التشخيص، وعمر المريض، أو موقع الورم وليس أي اختلاف جوهري في العدوانية المرض أو الاستجابة للعلاج.

## العلاج
حيث أن سرطان خلايا ميركل غير شائع  ويصعب تشخيصه فإن المرضى قد يرغبوا في رأي ثان حول خطة التشخيص والعلاج قبل بدء العلاج. مع ذلك، فإن التشخيص المبكر وعلاج سرطان خلايا ميركل هي عوامل مهمة في تقليل فرصة حدوث ورم خبيث، وبعد ذلك فإنه من الصعب للغاية العلاج. عدد الدراسات التي تركز على تطوير علاج مضاد للسرطان الجديدة في تزايد مستمر، وبالتالي هناك أمل في اختراع وتواجد دواء جديد لمرضى سرطان خلايا ميركل بعيد في المستقبل القريب. على وجه الخصوص، العديد من مجموعات الدراسة يبحثون عن استراتيجيات جديدة لاستهداف فيروس خلية ميركل التورامي إما لمنع العدوى أو لمنع التسرطن الفيروسي الذي يسببه.

### التدخل الجراحي
الجراحة هي عادة العلاج الأول الذي يخضع له مريض سرطان خلايا ميركل. وعادة ما يظهر السرطان (الكتلة) باللون الأرجواني والأحمر، وهناك القليل أيضا للتمييز بين هذا النوع من سرطان الجلد والأنواع أخرى. هويتها عادة ما تظهر كمفاجأة بعد الجراحة والفحص الباثولوجي.
كما هو الحال في العمليات الجراحية لمعظم الأشكال الأخرى من السرطان، فمن الطبيعي للجراح إزالة جزء من الأنسجة السليمة المحيطة للورم. في حين يُعتقد أن ترك هذا الجزء قد لا تكون حاسم بقدر الإستئصال الجراحي لسرطان الجلد، تكشف الدراسات أن تكرار الإصابة بسرطان خلايا ميركل شائع إلى حد ما بالقرب من موقع الجراحة.
تتم إزالة الغدد الليمفاوية المحلية عادة إذا كان الورم أكبر من 1 سم في القطر، وذلك بسبب المخاطر العالية حيث من الممكن أن تحتوي على خلايا السرطان (نقيلة مجهرية) التي يمكن أن تتطور إلى ورم جديد أو تنتشر بشكل أكبر. في بعض الأحيان، مع ذلك، سيقوم الطبيب بأداء «خزعة للغدة الليمفاوية الأولى المتأثرة بالنقيلة» اولا. في هذا الإجراء، يقوم الطبيب بحقن صبغة أو مادة مشعة بالقرب من الورم. تدفق هذه المواد إلى الغدد الليمفاوية المجاورة، التي يتم تحديدها، وإزالتها، والتحقق من الخلايا السرطانية، مما يدل على المواقع التي هي الأكثر احتمالا لنشر السرطان. ظهر أن هذا الإجراء قد يكون مؤشرا مهم. تساعد النتائج على استخدام العلاجات المساعدة المناسبة. مع ذلك عادة فإن الجراحة وحدها غير كافية لعلاج سرطان خلايا ميركل.

### العلاج الإشعاعي والعلاج الكيميائي
العلاج الإشعاعي شائع لعلاج سرطان خلايا ميركل. تستخدم مجالات كبيرة جدا من العلاج الإشعاعي وذلك لتغطية مناطق كافية من الجلد. وهذا أمر ضروري بسبب السلوك العدواني المنتشر على المستوى المحيط بالورم ومستوى الجسد ككل.
تبين أن العلاج الإشعاعي المساعد فعال في الحد من معدلات تكرار وزيادة المرضى الذين يعانون من سرطان خلايا ميركل. المرضى الذين لا يعانون من الانتشار البعيد وخزعة العقدة الليمفاوية لديهم سلبية لديهم فرصة جيدة جدا عندما يتم التعمل مع المرض بكل من الجراحة والعلاج الإشعاعي (ما يقرب من 90٪ معدل البقاء على قيد الحياة لمدة خمس سنوات).
قد يستجيب نقيلي سرطان خلايا ميركل للعلاج الكيميائي وحده أو مع العلاج الإشعاعي، ولكن العلاجات الحالية المتعددة الوسائط عادة ما تكون غير علاجية. العلاج المكثف يمكن أن يكون فعالا في تقليص الورم وتحسين الفعالية عندما تكون الأورام كبيرة جدا بحيث لا يمكن إزالتها أو التي تقع في مكان إزالة ستكون صعبة أو خطرة، أو في التخفيف من العلامات والأعراض الناجمة عن الورم.